# Mieszkanie i Wspólnota
Mieszkanie i Wspólnota – istniejący od 2001 roku dwumiesięcznik (wcześniej miesięcznik) o zasięgu ogólnopolskim wydawany przez Forum Media Polska, a wcześniej przez Wydawnictwo Centrum.
Ma charakter poradnika w zakresie zarządzania budynkiem wielorodzinnym. Adresowany jest przede wszystkim do wspólnot mieszkaniowych, właścicieli mieszkań i zarządców nieruchomości, menedżerów zarządzających własnością komunalną, do firm deweloperskich, pracowników spółdzielni mieszkaniowych. Rozprowadzany jest głównie poprzez stałą prenumeratę, dostępny jest też w bibliotekach szkół wyższych i księgarniach specjalistycznych. Ukazuje się w połowie miesiąca.
W 2011 miesięcznik wspierał merytorycznie szkolenie dla zarządców nieruchomości Forum Zarządców Nieruchomości, w którym wzięło udział 500 licencjonowanych zarządców nieruchomości, a ukończenie szkolenia było potwierdzone certyfikatem wystawionym przez Ministerstwo Infrastruktury. Był też jednym z patronów medialnych XI Ogólnopolskiego Kongresu Nieruchomości, który odbył się 7 października 2011 w Warszawie.